# Euwallacea fornicatus
Euwallacea fornicatus, também conhecido nos países anglófonos como tea shot-hole borer (broca-de-tiro-do-chá, em português) ou polyphagous shot-hole borer (sigla PSHB em inglês, ou broca-de-tiro-polífaga em português), é um complexo de espécies que consiste em várias espécies crípticas de besouros-ambrosia. É conhecida como uma espécie invasora na Califórnia, Israel, África do Sul e Austrália, e mais recentemente em países da África e América do Sul, como Argentina, Brasil e Paraguai. A espécie também foi introduzida involuntariamente em estufas exóticas em vários países europeus.

## Etimologia
Veja Wallacea, região de ilhas indonésias nomeada em homenagem ao naturalista Alfred Russel Wallace. Os nomes comuns das espécies em inglês incluem tea shot-hole borer (ou broca-de-tiro-do-chá, em português) e polyphagous shot-hole borer (PSHB; brota-de-tiro-polífaga, em português).

## História da expansão
Euwallacea fornicatus é conhecida por causar danos devastadores ao chá-da-índia (Camellia sinensis) em pelo menos dez países, incluindo a Índia e o Sri Lanka, onde é uma grande praga econômica.
Desde 2007, espécimes de E. fornicatus foram documentados na Flórida em árvores de abacate. Entretanto, não é considerada uma ameaça à saúde porque nenhuma doença é expressa. Em 2009, espécimes que correspondem à descrição de E. fornicatus foram introduzidos em Israel, onde foram documentados como vetores de um novo patógeno fúngico em plantas de abacate. Em 2012, uma doença fúngica semelhante foi registrada em árvores de abacate na Califórnia. A espécie também foi introduzida involuntariamente em estufas exóticas em vários países europeus. Foi encontrado na África do Sul no início de 2017, e foi detectada em Perth, Austrália Ocidental, em 2021.

## Identificação

### Adulto

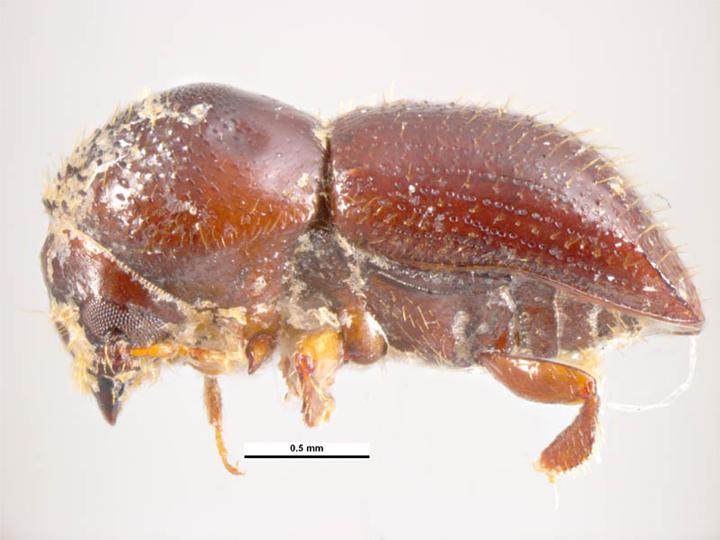
Vista lateral do besouro adulto

As fêmeas adultas podem variar entre 1,9 e 2,5 mm de comprimento. São volumosas, castanho-escuras ou pretas e a borda frontal do pronoto apresenta uma fileira de projeções em forma de serra. Além disso, os espécimes apresentam cerdas eretas organizadas em fileiras na declividade elitral com uma costela na borda posterolateral. Como muitos outros besouros ambrosia, os machos são significativamente menores, com asas não funcionais.

### Larvas
As larvas são semelhantes a todas as outras larvas da família Curculionidae; sem pernas, em forma de C, e com uma cápsula cefálica esclerotizada .

## Taxonomia
Euwallacea fornicatus é um complexo de espécies que consiste em múltiplas espécies crípticas de besouros ambrosia (Coleoptera: Curculionidae: Scolytinae: Xyleborini), conhecido como uma espécie invasora na Califórnia, Israel, África do Sul e Austrália Ocidental.
Embora vários táxons tenham sido historicamente sinonimizados sob o nome E. fornicatus devido à similaridade morfológica, alguns desses táxons diferem em termos de severidade econômica e preferências de hospedeiros. Como tal, Euwallacea fornicatus é normalmente considerado um complexo de espécies, com vários clados que ocorrem em regiões separadas do Sudeste Asiático e se desenvolvem em diferentes hospedeiros. Os primeiros trabalhos filogenéticos usando o gene mitocondrial do DNA COI sugeriram que havia três clados principais classificados como E. fornicatus, apoiando a ideia de pelo menos três espécies diferentes com limites filogeográficos dentro do complexo de espécies. Trabalhos posteriores (em 2018) resolveram que na verdade havia quatro linhagens principais, uma contendo o "verdadeiro" E. fornicatus, outra com o nome ressuscitado Euwallacea fornicatior, outra com o nome ressuscitado Euwallacea whitfordiodendrus e outra que não havia sido nomeada anteriormente e recentemente descrita como Euwallacea kuroshio.
Os dois primeiros clados, ambos comumente chamados de broca-de-tiro-de-chá, são E. fornicatus e E. fornicatior; estes são originários do sul do Sudeste Asiático e introduzidos no Havaí e na Flórida. Acredita-se que o terceiro clado seja originário de uma área mais ao norte do Sudeste Asiático e que desde então foi introduzido em Los Angeles, Califórnia, Israel e África do Sul. Este clado recebeu o nome comum de broca-de-tiro-polífaga em referência à ampla gama de hospedeiros e contém E. whitfordiodendrus. Ela vem afetando severamente os abacateiros em associação com diversas espécies de Fusarium. Acredita-se que o quarto clado, que contém E. kuroshio, tenha se originado nas ilhas do Pacífico e desde então foi introduzido no condado de San Diego, Califórnia. Afetou muitas árvores no Condado de San Diego, até o Parque Regional do Vale do Rio Tijuana.
Um problema fundamental permanece: a variação morfológica dentro das espécies de cada clado é grande o suficiente para que não haja nenhum caráter ou mesmo combinação de caracteres que possam ser usados exclusivamente para identificação visual confiável dos diferentes táxons; no entanto, suas sequências de DNA diferem em 11-15% e parecem ser muito mais confiáveis para identificação. Dado que a investigação até 2018 geralmente assumiu que uma única espécie estava a ser estudada, espera-se que as análises de ADN possam agora ser aplicadas a espécimes de estudos anteriores para identificar, post facto, quais as espécies reais que estavam a ser examinadas, de modo a compreender melhor a biologia das diferentes linhagens.

## Hospedeiros
Esses besouros são capazes de se reproduzir em várias espécies de árvores, incluindo o bordo, o abacateiro, a mamona, o carvalho inglês, o carvalho-da-costa, a árvore-da-seda, o liquidâmbar, a árvore-coral, o Tītoki, o plátano-da-califórnia, o Palo Verde Azul e o bordo-de-folhas-grandes.
Semelhantemente a outros besouros ambrosia, as larvas e adultos de E. fornicatus não consomem a madeira em si, mas se alimentam de um fungo simbiótico (Fusarium euwallaceae) transportado em uma estrutura específica chamada micângio. Em E. fornicatus, o micângio está localizado na mandíbula. A combinação de um grande número de besouros com o fungo simbiótico mata árvores, embora o fungo sozinho seja um patógeno fraco.

## Status e gestão
Euwallacea fornicatus reproduz-se em vários hospedeiros vivos e é considerada uma praga severa de várias plantas economicamente importantes, tais como: chá-da-índia (Camellia sinensis), abacate (Persea americana), cítricos (Citrus spp.) e cacau (Theobroma cacao). O besouro danifica a árvore cavando túneis profundos e cultivando fungos que bloqueiam o sistema vascular da árvore, privando-a assim da capacidade de transportar água e nutrientes para os seus ramos e folhas.
As estratégias de manejo mais recomendadas incluem a higienização dos hospedeiros infectados e evitar a disseminação do material infectado. O controle químico pode ser considerado em hospedeiros que não fazem parte do consumo humano e algumas tentativas de controle biológico foram feitas com pouco sucesso. Além disso, variedades resistentes ou tolerantes são consideradas um aspecto importante do manejo integrado de pragas para esta praga.
Após a sua introdução na África do Sul, um estudo da Universidade Stellenbosch de 2022 estimou que o potencial dano económico da praga rondava os 18,45 mil milhões de dólares internacionais, ou cerca de 0,66% do PIB da África do Sul.
A praga foi detectada pela primeira vez em Perth, Austrália, em 2021, em duas árvores de bordo em East Fremantle. Em 2024, o besouro estava entrincheirado em parques metropolitanos em Perth, como o Hyde Park e, Desde março de  2024, os cientistas estavam trabalhando duro para erradicá-lo e impedir seu movimento para a costa leste do continente. A única maneira de matar uma infestação da praga é remover e triturar a madeira afetada em lascas de madeira, o que na maioria dos casos requer o corte de árvores maduras inteiras. Várias figueiras grandes de Moreton Bay tiveram que ser cortadas, e uma árvore de casca de papel de 300 anos foi marcada para remoção, entre outras. Em 2024, foi declarada uma zona de quarentena, não sendo permitida a retirada de material vegetal desta zona. Em Junho de 2025, o governo da Austrália declarou que a erradicação provavelmente não seria possível.